# Металургійний завод Горо
Металургійний завод Горо — виробничий майданчик у Меланезії на острові Нова Каледонія (заморське володіння Франції).
Майданчик ввели в дію у 2011 році в межах єдиного проєкту з нікелевою копальнею Горо. Проєкт почала реалізовувати канадська гірничодобувна компанія Inco, яку в 2006-му (ще до запуску рудника та заводу) поглинула бразильска Vale. Певний час вона мала 74 % участі, тодц як ще 21 % припадали на Sumic Nickel Netherland, проте в подальшому під контролем Vale опинилось 95 % участі. Ще 5 % отримала Société de Participation Minière du Sud Calédonien (SPMSC), яку створили три провінції Нової Каледонії.
Суміш лімонітової та сапролітової руди доправляється до металургійного заводу по пульпопроводу завдовжки 8 кілометрів. Далі руда проходить через гідрометалургійний процес, унаслідок якого отримують оксид нікелю, гідроксид нікелю та карбонат кобальту. Наразі завод віддає перевагу випуску кінцевого продукту в вигляді N-гетероциклічного карбенового комплексу з вмістом 37 % нікелю та 2—3 % кобальту.
Відванатаження продукції та отримання сировини відбувається через зведені в межах проєкту власні портові потужності на узбережжі затоки Проні-Бей. Вони розташовані за 4 кілометри від заводу та включають причал для балкерів дедвейтом до 55 тисяч тонн та довжиною до 179 метрів і причал для генеральних вантажів, що може обслуговувати судна завдовжки до 87 метрів. Є відомості, що вироблені в Горо продукти відправляли для подальшої переробки на належний Vale металургійний завод у китайському Даляні.
Гідрометалургійний процес потребує великих обсягів сульфатної кислоти, яку продукують тут же шляхом спалювання сірки. При роботі на проєктній потужності майданчик потребує 0,5 млн тонн сірки, з якої можливо виробити 1,6 млн тонн кислоти (добова потужність 4800 тонн).
Також через порт завозять вапняк, який далі перетворюють на негашене вапно, що використовується для нейтралізації залишків сульфатної кислоти.
Енергетичні потреби заводу переважно забезпечує ТЕС Горо (що отримує вугілля через все той же порт), проте сам майданчик також може продукувати 20 МВт електроенергії за рахунок утилізації залишкового тепла технологічних процесів.
Річна проєктна потужність заводу мала становити (в перерахунку на метал) 60 тисяч тонн нікелю та 5 тисяч тонн кобальту. В 2017-му досягнули фактичного пікового показника у 37,4 тисячі тонн нікелю, проте в в 2019-му фактично отримали вже лише 23,4 тисячі тонн нікелю (та 1,7 тисячі тонн кобальту).
У 2021-му новим власником проєкту стала компанія Prony Resources New Caledonia, в який 51 % отримали представники власне Нової Каледонії — робітники Prony Resources, місцеві общини та SPMSC. Ще 30 % відійшло новозеландському фонду AJO, а 19 % отримав міжнародний концерн Trafigura. У тій же першій половині 2020-х нікелева промисловість Нової Каледонії зустрілась з серйозними проблемами через несприятливу ринкову ситуацію. Так, корпорація Glencore в 2024-му оголосила про консервацію іншого гігантського проєкту Коніамбо, втім, Prony Resources погодилась продовжити роботи на Горо після отримання від французької держави кредиту в 140 млн євро на додачу до щорічних енергетичних субсидій у 40 млн євро.